# تشاوتون
تشاوتون هي قرية وأبرشية مدنية في منطقة شرق هامبشاير في إنجلترا. تقع القرية داخل جنوب داونز ناشيونال بارك وتشتهر بأنها منزل جاين أوستن طوال السنوات الثماني الأخيرة من حياتها.

## التاريخ
يبدأ تاريخ تشاوتن المسجل في استطلاع دومس داي عام 1086. وفي القرن الثالث عشر، كان هناك منزل مانور ملكي. المالك، جون سانت جون، شغل منصب نائب إدوارد الأول في اسكتلندا. زار هنري الثالث القصر في أكثر من أربعين مناسبة. أحفاد جون نايت، الذي قاموا ببناء منزل تشاوتون الحالي في وقت أرمادا (1588) ، أضافوا إليها وعدّلوا المشهد بطرق تعكس التغييرات في السياسة والدين والمذاق. واحدة من هؤلاء الأحفاد كانت إليزابيث نايت، التي تميزت بتقديمها رنات أجراس الكنائس، وكان على كلا زوجيها أن يتبنوا لقبها. [http://extra.shu.ac.uk/emls/06-3 /chawton.htm لاحقًا في القرن الثامن عشر، نجح
```
نجح 
شقيقجاين أوستن
، 
إدوارد أوستن نايت
 (الذي تبناه عائلة نايت)، وفي 1809 استطاع نقل والدته وأخواته إلى كوخ في القرية.
```

## أعلام
- ويليام كليمنت
- إدوارد أوستين
- كاساندرا أوستن